# Program Mariner
Vesoljski program Mariner (angleško Pomorščak) je bil projekt uresničenih medplanetarnih vesoljskih sond ZDA za raziskave Marsa, Venere in Merkurja. Pri programu so veliko stvari prvič izvedli. Na primer prvi prelet mimo planeta, prvo planetarno vtirjenje (orbiter) in prvi gravitacijski odriv.
Od deset Nasinih vesoljskih plovil v nizu Marinerjev jih je bilo uspešnih sedem. Druga tri pa so se izgubila. Načrtovana Mariner 11 in 12 so vključili v program Voyager v plovili Voyager 1 in Voyager 2.

## Mariner 1inMariner 2
Mariner 2 so zgradili kot nadomestno plovilo za Mariner 1. Mariner 1 je kmalu po izstrelitvi do Venere odpovedal. Mariner 2 so izstrelili 27. avgusta 1962. Njegov let do Venere je trajal 3½ meseca.
- Naloga odprave: prelet Venere
- Masa: 203 kg
- Inštrumenti: mikrovalovni in infrardeči radiometer, senzorji za zaznavo medzvezdnega prahu, sončne plazme in visokoenergijskega sevanja, magnetnih polj

## Mariner 3inMariner 4
Mariner 4 je prvič omogočil vpogled v Marsovo površino od blizu. Izstrelili so ga 28. novembra 1964 in je bil četrti v nizu vesoljskih plovil za raziskave planetov v načinu preleta. Mariner 4 je prvi preletel planet Mars. Sestrsko plovilo Mariner 3 so izstrelili tri tedne pred Marinerjem 4, vendar se je izgubilo, ker je odpovedala ločitev iz nosu rakete nosilke.
- Naloga odprave: prelet Marsa
- Masa: 261 kg
- Inštrumenti: fotoaparat z digitalnim tračnim zapisovalcem (okrog 20 slik), senzorji za zaznavo medzvezdnega prahu, sončne plazme, ujetega sevanja, kozmičnih žarkov, magnetnih polj, naprave za radijski mrk in nebesno mehaniko.

## Mariner 5
Mariner 5 so izstrelili proti Veneri 14. junija 1967. Planetu se je približal oktobra 1967. Sonda je nosila sklop naprav za preiskave Venerine atmosfere z radijskimi valovi, za odčitavanje njene svetlosti v ultravijolični svetlobi in za vzorčenje sončnih delcev in nihanj magnetnih polj nad planetom.
- Naloga odprave: prelet Venere
- Masa: 245 kg
- Inštrumenti: ultravijolični fotometer, senzorji za zaznavo medzvezdnega prahu, sončne plazme, ujetega sevanja, kozmičnih žarkov, magnetnih polj, naprave za radijski mrk in nebesno mehaniko.

## Mariner 6 in 7
Ti plovili sta bili enaki in sta obe združno leteli proti Marsu. Izdelali so ju, da bi leteli nad ravnikom in nad južno poloblo Marsa. Mariner 6 so izstrelili 24. februarja 1969 in za njim Mariner 7 27. marca 1969.
- Naloga odprave: prelet Marsa
- Masa: 413 kg
- Inštrumenti: široko- in ozkokotni fotoaparati z digitalnim tračnim zapisovalcem, infrardeči spektrometer in radiometer, ultravijolični spektrometer, naprave za radijski mrk in nebesno mehaniko.

## Mariner 8inMariner 9
Prvi umetni satelit Marsa je bil Mariner 9, ki so ga izstrelili 30. maja 1971. 14. novembra 1971 se je plovilo vtirilo v Marsovo tirnico in s svojimi infrardečimi in ultravijoličnimi inštrumenti začelo fotografirati planetovo površino in preiskovati atmosfero. Izvirno je odprava vsebovala dve plovili, ki bi sočasno kartirali Marsovo površino, vendar se je Mariner 8 pri izstrelitvi zaradi napake izgubil.
- Naloga odprave: vtirjenje v Marsovo tirnico
- Masa: 998 kg
- Inštrumenti: široko- in ozkokotni fotoaparati z digitalnim tračnim zapisovalcem, infrardeči spektrometer in radiometer, ultravijolični spektrometer, naprave za radijski mrk in nebesno mehaniko.

## Mariner 10
Mariner 10 so izstrelili 3. novembra 1973. Mariner 10 je bilo prvo vesoljsko plovilo, ki je izkoristilo gravitacijo. Pod vplivom gravitacije Venere je pospešilo, njena gravitacija ga je usmerila v spremenjeno smer proti Merkurju. Bilo je tudi prvo vesoljsko plovilo, ki je letelo blizu mimo dveh planetov.
- Naloga odprave: prelet Venere in Merkurja
- Masa: 433 kg
- Inštrumenti: dva enaka ozkokotna fotoaparata z digitalnim tračnim zapisovalcem, infrardeči radiometer, ultravijolični spektrometer, senzorji za zaznavo sončne plazme, nabitih delcev in magnetnih polj, naprave za radijski mrk in nebesno mehaniko.